# Benzoni
Il Casato dei Benzoni (talvolta venetizzata in Benzon) fu una delle più celebri famiglie patrizie di Crema, protagonista della vita politica e militare lombarda dal Medioevo sino all’età moderna.

## Origini
Le origini della famiglia sono controverse.
Secondo la tradizione più diffusa, i Benzoni discenderebbero da Benzone, figlio di Bonicio Serosato, luogotenente dell’imperatore Ottone I a Milano nel 938.
Rachetti, rinomato storico cremasco, menziona che Benzone fu anche Duca e Messo Regio nella città di Lodi, e che i suoi discendenti si radicarono nel Cremasco già nel secolo X, in concomitanza con la distruzione e ricostruzione di Crema. Lo stesso documento ricorda che nel 1102 un Benzone Benzoni firmò una Concordia tra Piacentini, Parmigiani e Pontremolesi; e nel 1174 un Domerio Benzoni, console della città, sottoscrisse l’atto imperiale che consentiva ai Milanesi di riedificare Crema.
Un’altra tradizione, riportata da Pietro Terni, vuole i Benzoni discendenti dai Greppi: nel XIII secolo un Giovanni Greppi avrebbe dato origine a un ramo chiamato Benzoni. Nel 1163 un Benzone fu nominato generale dal Barbarossa, e nel 1196 la famiglia possedeva case nella contrada di Civerchi, presso San Michele.
È inoltre menzionato un Lantelmo Magro o Benzone, vissuto attorno al 1150, che ebbe figli distribuiti in diversi rami.
Altri pretesero che i Benzoni fossero già presenti nel Cremasco sin dall’alto Medioevo, forse provenienti dal borgo di Parasso o dal Palazzo Pignano, dove una tradizione attesterebbe la presenza di un Venturino Benzone di Parasso, annoverato tra i 127 cristiani martirizzati a Brescia nel 120 per aver seguito i santi Faustino e Giovita.

## Storia

### L’ascesa nel Medioevo
Tra XII e XIII secolo i Benzoni consolidarono il loro potere. Furono capitani di ventura e rappresentanti del popolo cremasco nelle relazioni con l’Impero. Il ramo originario si distinse per militanza guelfa. Nel Trecento Venturino Benzoni il Vecchio fu gonfaloniere della Santa Chiesa e capitano del Popolo a Milano. Nel 1315 Socino Benzoni scacciò i ghibellini e divenne il principale signore di Crema.

### La Signoria di Crema
Il 12 novembre 1403, con la morte di Gian Galeazzo Visconti, i fratelli Paolo e Bartolomeo Benzoni furono acclamati signori di Crema dopo la vittoria sui ghibellini. Rafforzarono il dominio estendendo il controllo su Pandino e fortificando la città, ma morirono entrambi di peste nel 1405.
La signoria passò al cugino Giorgio Benzoni, che cercò alleanza con Venezia, ottenendo il titolo di patrizio veneto il 23 ottobre 1407. Tuttavia, con Filippo Maria Visconti, Crema rientrò nell’orbita milanese. Giorgio fu nominato formalmente signore di Crema, Pandino, Misano e Agnadello (1414), ma dovette fuggire a Mantova e poi a Venezia, dove servì militarmente la Serenissima insieme al figlio Venturino.

### Riconoscimento veneziano e conferme austriache
Dopo la conquista del Cremasco da parte della Serenissima, i Benzoni (o Benzon) si trasferirono a Venezia, nella parrocchia di Sant’Agostin a San Polo. Il Senato Veneziano confermò i loro titoli con decreti ducali del 10 marzo 1662 e del 1º ottobre 1784.
Con la caduta della Repubblica, il governo austriaco ribadì la loro nobiltà e il titolo comitale con Sovrane Risoluzioni del 1º dicembre 1817, 13 dicembre 1819 e 29 ottobre 1822.

### Estinzione
La casata si spense a Crema con Luigi Benzoni (1795). Alcuni rami sopravvissero a Venezia e Roma, conservando titoli nobiliari confermati anche in età asburgica.

## Relazioni e matrimoni
La famiglia Benzoni consolidò ulteriormente il proprio status attraverso matrimoni con altre casate nobili. Tra queste ricordiamo i Visconti, i Vimercati, i Benvenuti, gli Zurla.
Un matrimonio da ricordare fu quello tra Paola Benzoni e Giovanni Battista Visconti, da cui nacque Francesco Bernardino Visconti, ispirazione per il personaggio dell'Innominato nei Promessi Sposi di Manzoni.

## Legami ecclesiastici
Diversi membri della famiglia Benzoni ricoprirono incarichi di rilievo anche in ambito ecclesiastico. Alcuni esponenti della famiglia furono nominati vescovi e abati, aumentando così l'influenza della casata non solo sul piano politico, ma anche su quello religioso. La loro presenza nelle istituzioni ecclesiastiche della Lombardia fu costante e significativa, contribuendo a consolidare la loro immagine di autorità morale e spirituale.

## Membri illustri
- Lantelmo Benzoni (XII sec.): Chiamato anche Lantelmo Greppi, fu generale al servizio di Federico Barbarossa. Rimase fedele all’Imperatore anche dopo la nascita della Lega Lombarda. È ricordato come figura controversa, considerata da alcuni “rinnegata”.[2]

- Lantelmino Benzoni (†1316): Valente giurista, noto come “il Giusto”, mediò nel 1286 la pace fra Milano e Como, ratificata anche da Cremona, Piacenza, Brescia, Pavia e Crema. Morì a Cremona, dove fu sepolto in San Paolo.[2]
- Venturino Benzoni il Vecchio (XIII–XIV sec.): Capo della fazione guelfa di Crema, fu gonfaloniere della Santa Chiesa e nel 1303 Capitano del Popolo di Milano. Nel 1309 firmò un trattato di pace tra guelfi e ghibellini. Morì strangolato dopo la sconfitta dei guelfi.[2]
- Giorgio Benzoni (†1423): Conte di Crema e Pandino, insignito della nobiltà veneta. Uomo potente e controverso, fu accusato di fellonia da famiglie rivali (tra cui i Vimercati) e cadde in disgrazia con Filippo Maria Visconti.[2]
- Venturino Benzoni il Giovane (XV sec.): Figlio di Giorgio, si distinse in giostre e battaglie, tra cui quella di Zagonara, dove militò al servizio dei veneziani. Fu capo delle lance spezzate per la Repubblica di Milano.[2]
- Compagno Benzoni (XV sec.): Ottenne l’iscrizione al Libro d’Oro di Venezia grazie a un intervento politico a favore della Serenissima. La Repubblica gli concesse un vitalizio di 500 ducati annui, trasmissibile ai discendenti.[2]
- Socino Benzoni II (†1510): Condottiero veneziano, prese Lodi nel 1499 e catturò Ascanio Sforza e altri prelati a Piacenza. Successivamente tradì Venezia schierandosi con Luigi XII di Francia. Arrestato da Andrea Gritti, fu impiccato a Padova nel 1510.[2]
- Rutilio Benzoni (ca. 1542-1613): ecclesiastico, vescovo di Loreto dal 1586 al 1592 e di Recanati e Loreto dal 1592 al 1613;
- Leonardo Benzoni (†1552): Vescovo di Volterra, protonotario apostolico e referendario di giustizia. Studiò a Parigi e fu vicino a Roma alla carriera cardinalizia. Morì a 55 anni, sepolto in San Simeone.[2]
- Giorgio Benzoni II (†1556): Uomo di lettere e patrizio veneto. Amico di Benedetto Varchi, scrisse biografie di Dogi e compose sonetti. Morì a Venezia l’11 novembre 1556.[2]
- Nicolò Benzoni (†1571): Fratello di Giorgio II, fu capitano durante la guerra di Cipro. Morì a Famagosta combattendo contro i Turchi.[2]
- Giorgio Benzoni III (†1695): Patrizio veneto, governatore di Corone durante la guerra di Morea (1684) e podestà di Vicenza. Morì celibe nel 1695.[2]
- Luigi Benzoni (†1795): Ultimo rappresentante della famiglia a Crema. Ricordato come benefattore per la costruzione di edifici pubblici e opere pie.[2]

- Vittore Benzon (1779-1822): poeta.
- Giuliana Benzoni (1895-1981).

## Dimore
Delle abitazioni costruite ed abitate dai Benzoni, si ricordano in particolare:
- Palazzo Donati, a Crema - Costruito dai Benzoni nel Cinquecento, nel secolo successivo passò agli Scotti per via matrimoniale;
- Palazzo Venturelli, nel XV secolo era una dimora Benzoni;
- Palazzo Benzoni, a Crema - Di esso si ha notizia sin dal XVI secolo, ma è nel XVII secolo che assunse l'attuale aspetto grazie alla ricostruzione voluta da Roberto Benzoni e ai successivi interventi di Giovanni Andrea Benzoni. Con l'estinzione del ramo cremasco della famiglia (1795), il palazzo passò ai Frecavalli. Oggi ospita la biblioteca comunale[8].
- Palazzo Orio Semitecolo Benzon, a Dorsoduro;
- Palazzo Querini Benzon, a San Marco;
- Villa Benzon, Caine, Franceschini, Piovesana da Francenigo, a Chiarano - Fu costruita dai Benzon all'inizio del XVIII secolo, nel 1842 fu acquistata dai Caine[9].

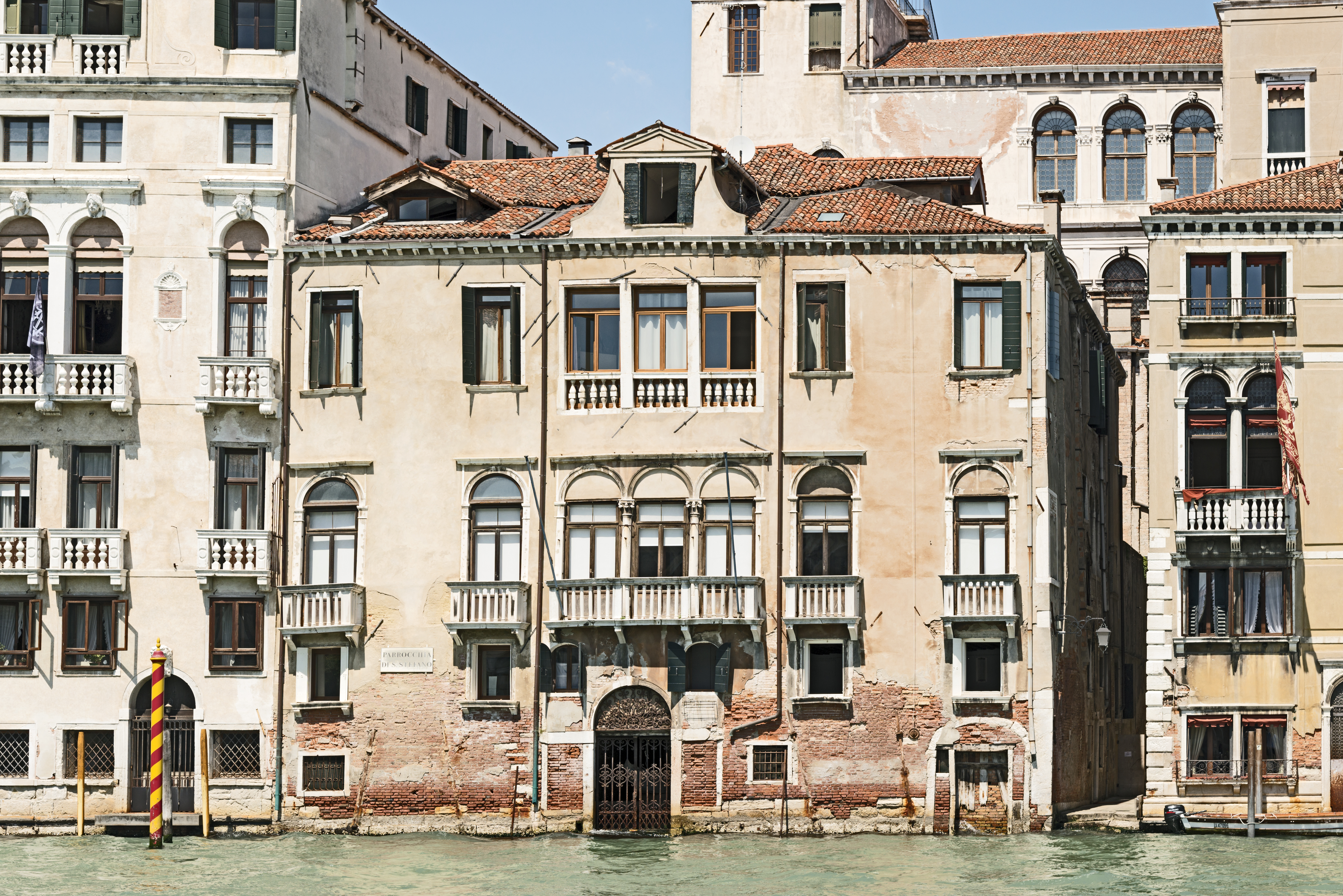
Palazzo Benzon Foscolo
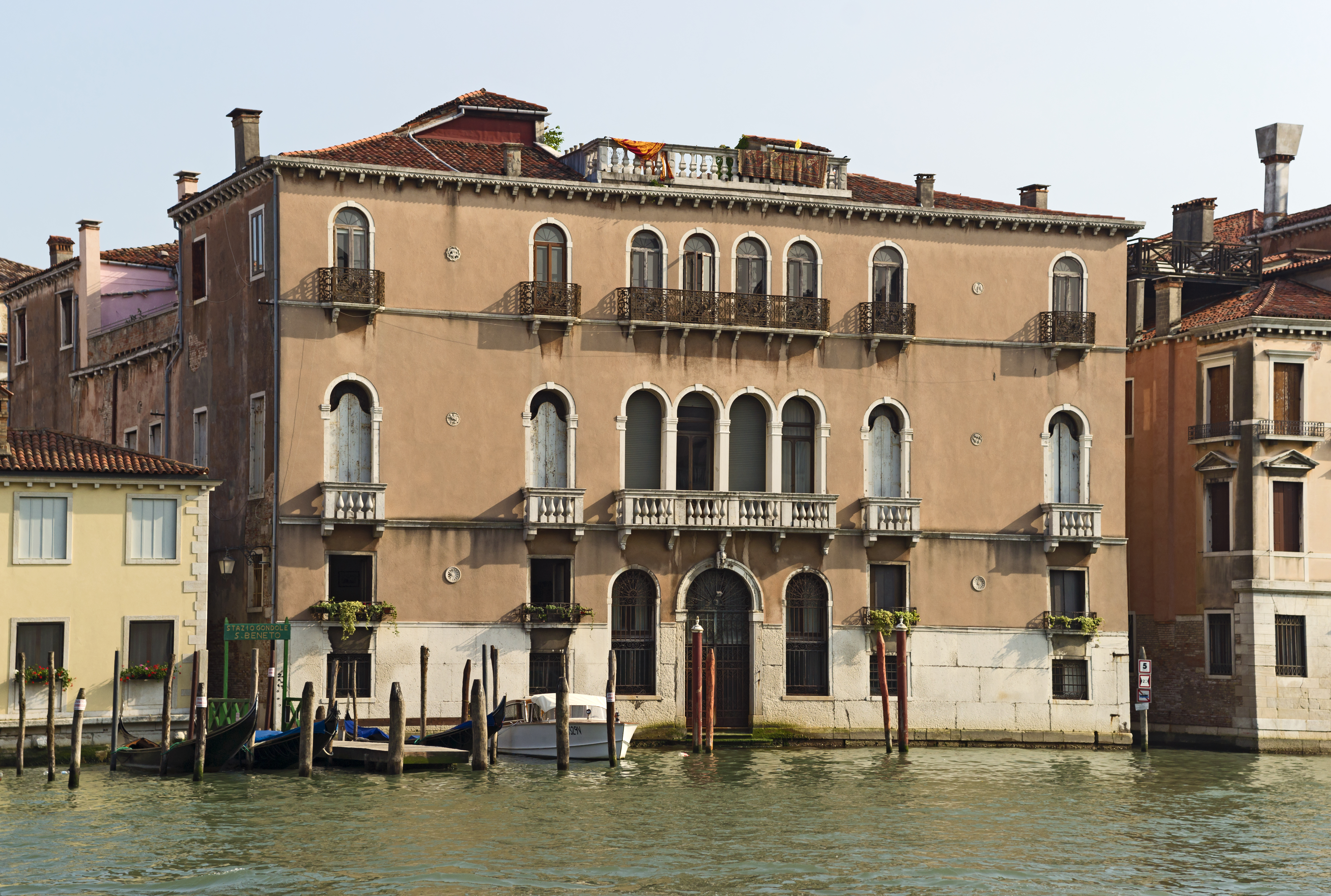
Palazzo Querini Benzon
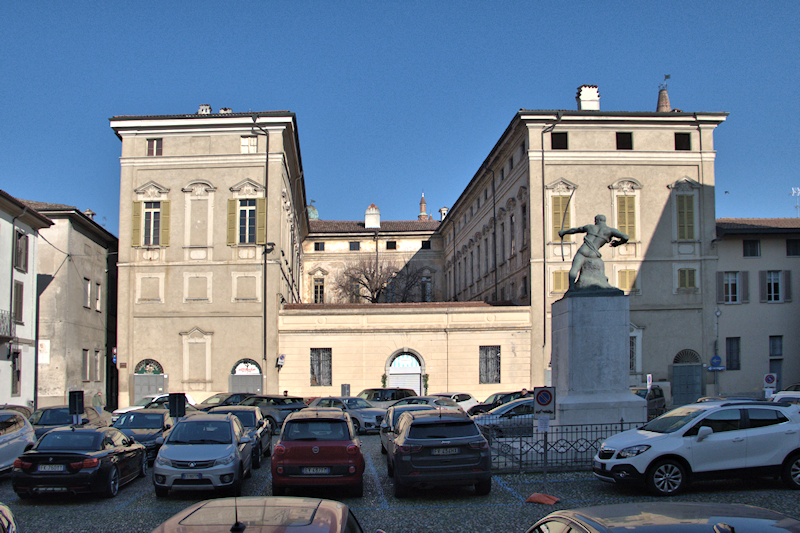
Palazzo Donati, già Benzoni a Crema
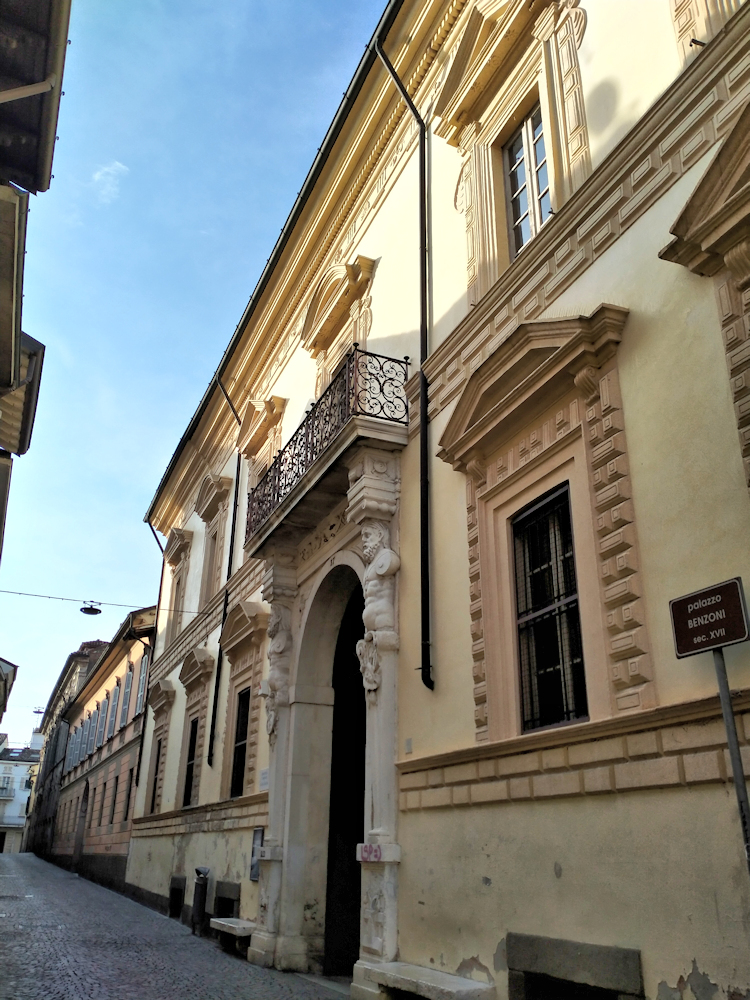
Palazzo Benzoni-Frecavalli a Crema
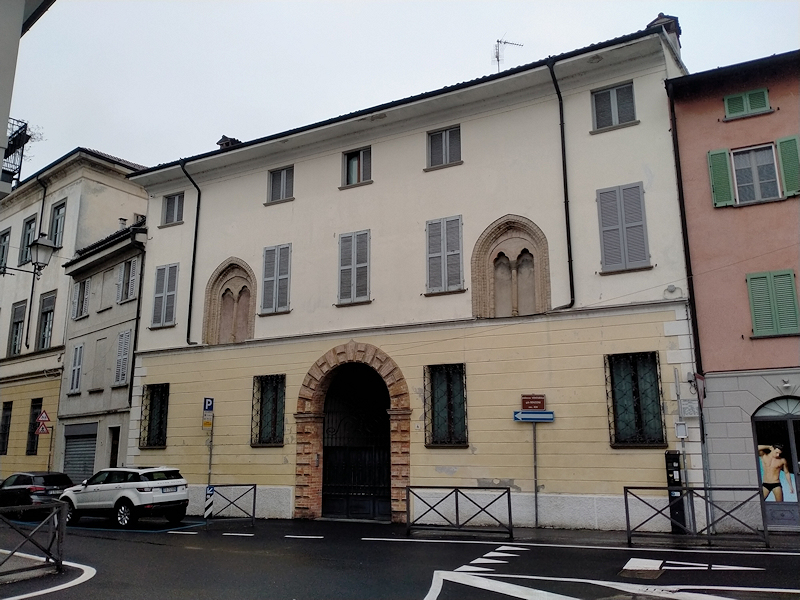
Palazzo Venturelli, già Benzoni a Crema

## Famiglia omonima
Esistette anche una seconda famiglia Benzoni che tuttavia non aveva alcun legame di parentela con la precedente. Erano mercanti provenienti dalle valli bergamasche e acquistarono il titolo di patrizi nel 1685, offrendo i consueti centomila ducati per finanziare la guerra di Morea contro gli Ottomani. Per distinguersi dai precedenti, furono detti "di San Vidal" poiché si erano stabiliti nell'attuale palazzo Benzon-Foscolo presso la chiesa di San Vidal (San Marco). Unico membro degno di nota fu l'arcivescovo Giovanni Maria (1670 - 1757) e si estinsero prima della fine della Repubblica.